# Gamla Hovrätten, Malmö
Gamla Hovrätten eller Hovrätten är en byggnad, förut säte för hovrätten, belägen vid Malmöhusvägen strax norr om Kungsparken i Malmö. Byggnadens uppfördes 1917 och arkitekten var Ivar Callmander. Sedan 1994 är Gamla Hovrätten ett byggnadsminne.
Anledningen till att byggnaden uppfördes var att hovrätten skulle flyttas från Kristianstad till Malmö. I nationalromantisk anda tog Callmander inspiration från den svenska stormaktstiden och dess strama och tunga byggnadskonst. Symmetrin i fasaden, de rustika hörnkedjorna och den pampiga porten är ett uttryck för detta. Byggnaden kritiserades dock för att inte knyta an till lokala traditioner. År 1956 blev vinden inredd och takkuporna tillkom. Det gjordes även en tillbyggnad på husets baksida, som är vänd mot kanalen, och på andra sidan om kanalen finns sedan 2009 Nya Hovrätten, med modernare arkitektur. Sedan 2013 ägs den gamla hovrättsbyggnaden av I Callmander AB och i huset bedrivs kontor - konferensverksamhet, High Court. 

## Bilder

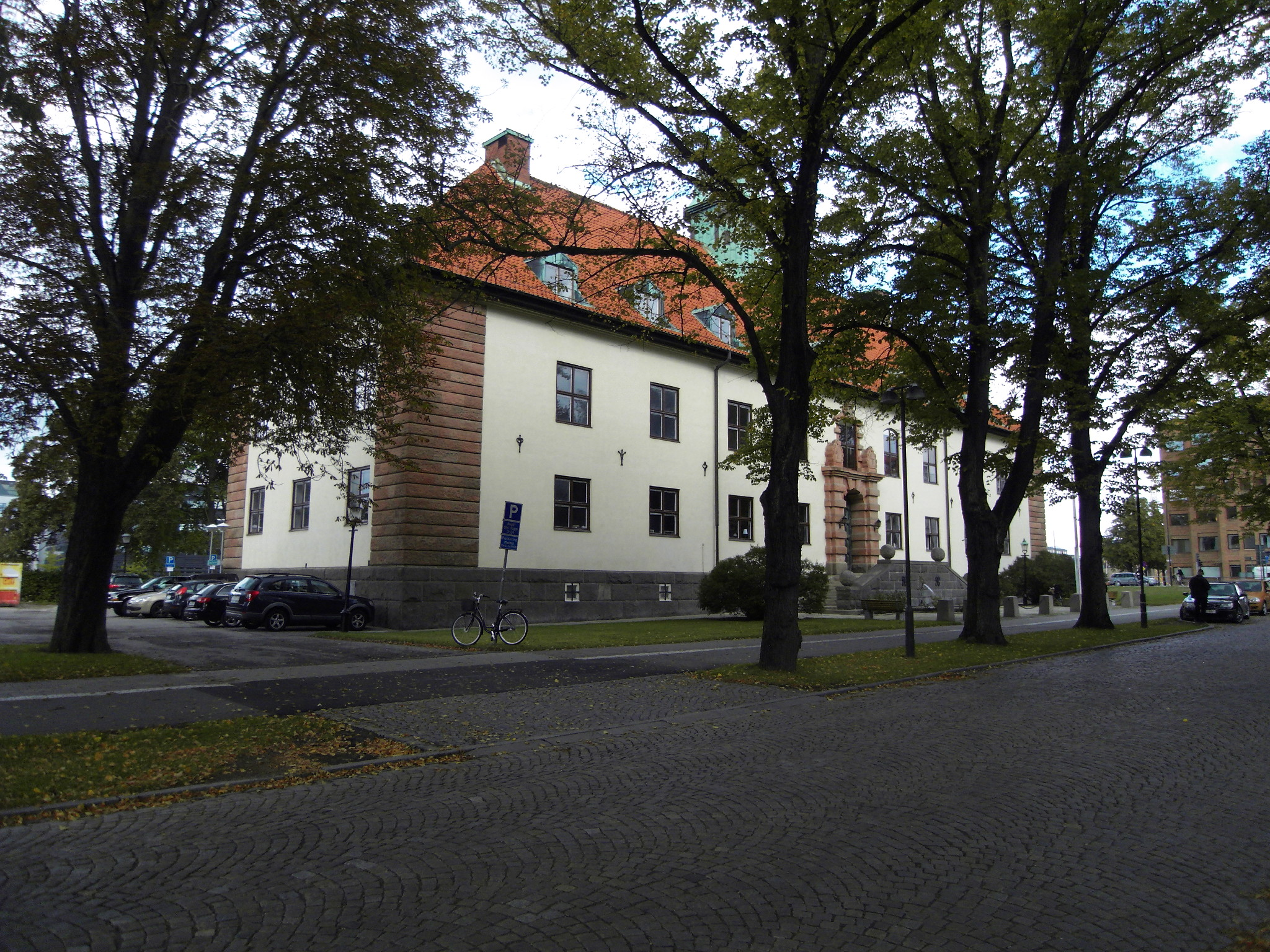
Framsidan av byggnaden sedd vid Malmöhusvägen.
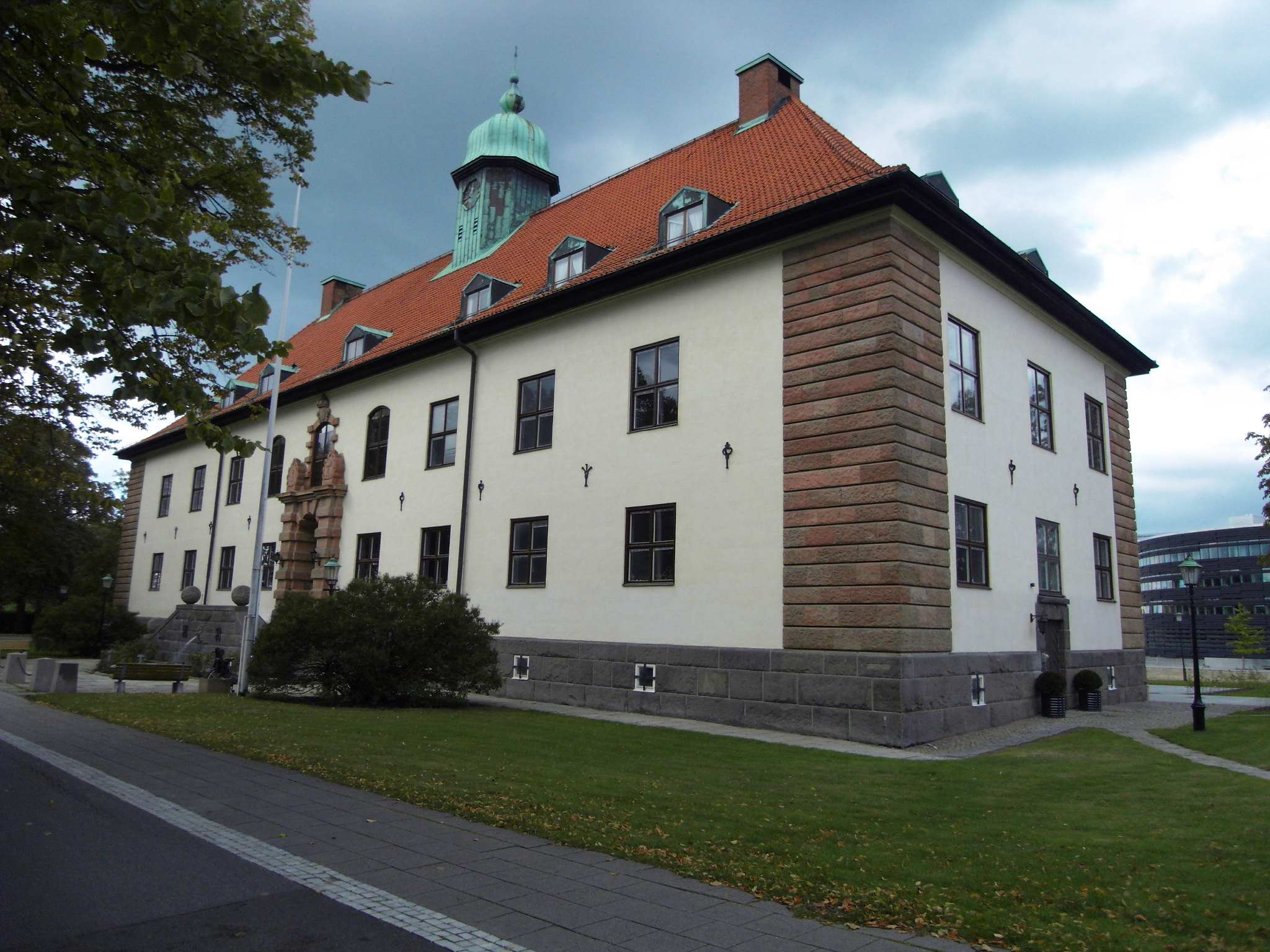
Framsidan av byggnaden sedd vid Malmöhusvägen.
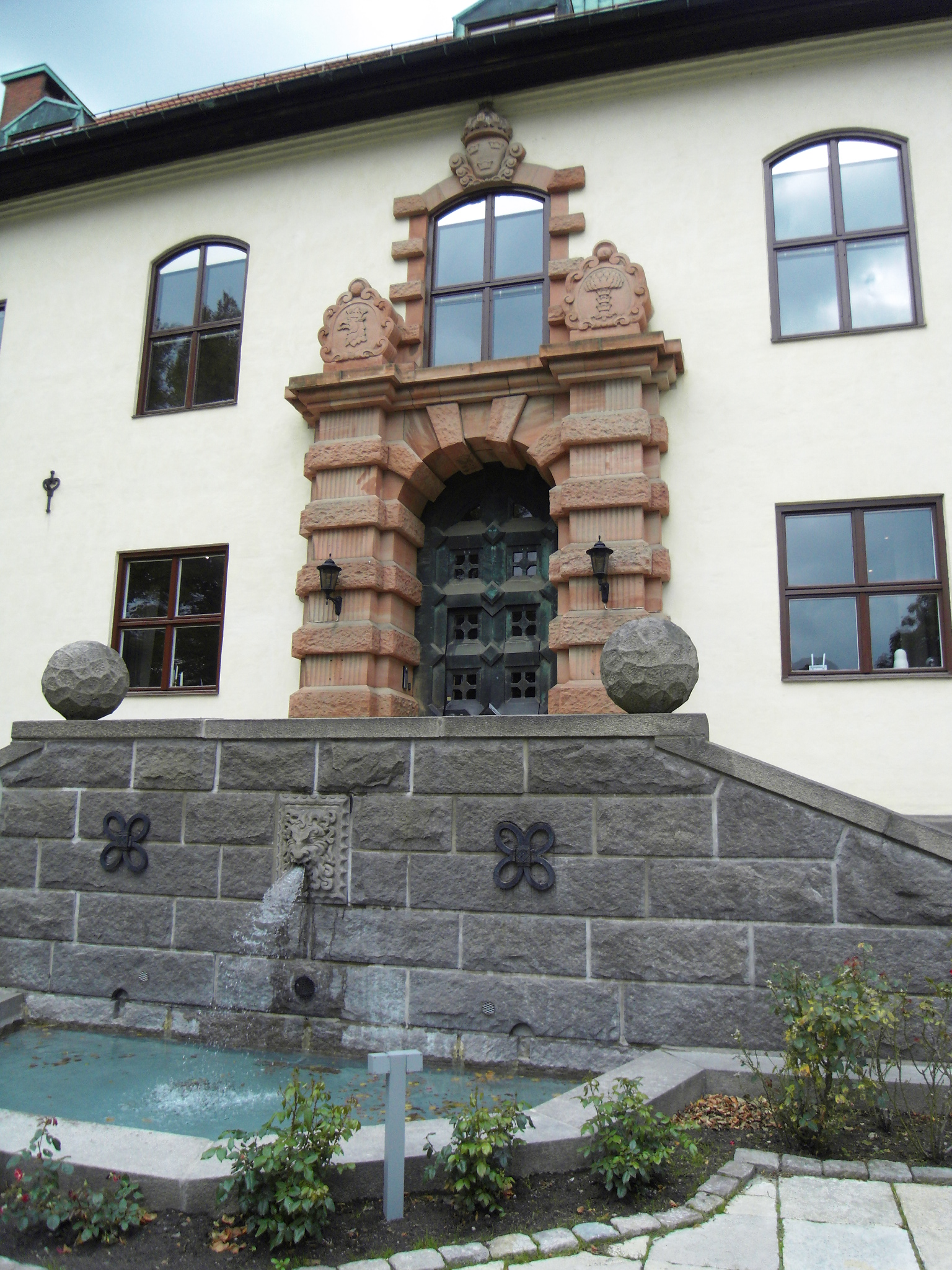
Huvudingången på byggnadens framsida.
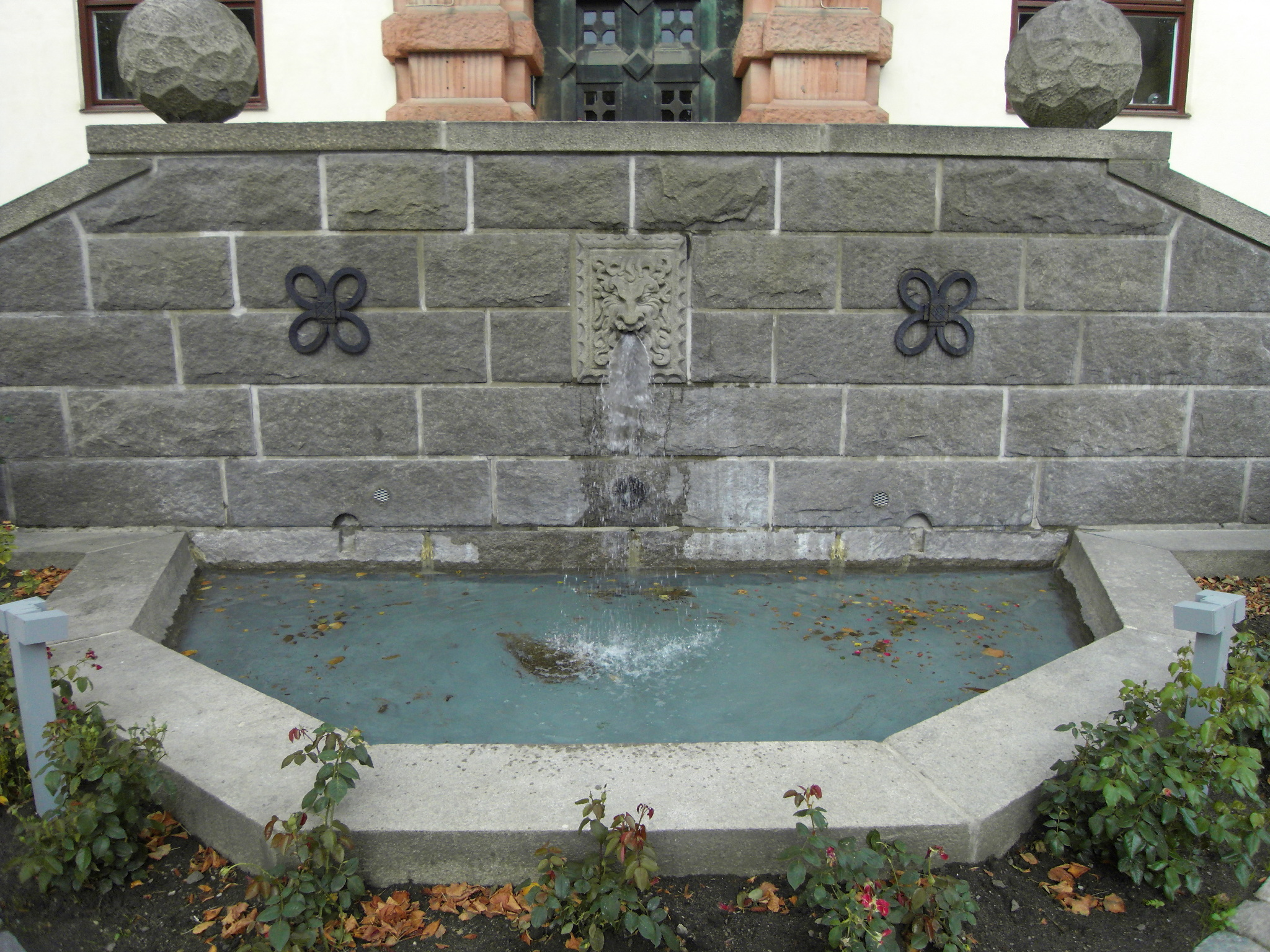
Fontänen belägen på byggnadens framsida. Den har en skulptur av ett lejonhuvud där vatten flödar ut ur munnen.
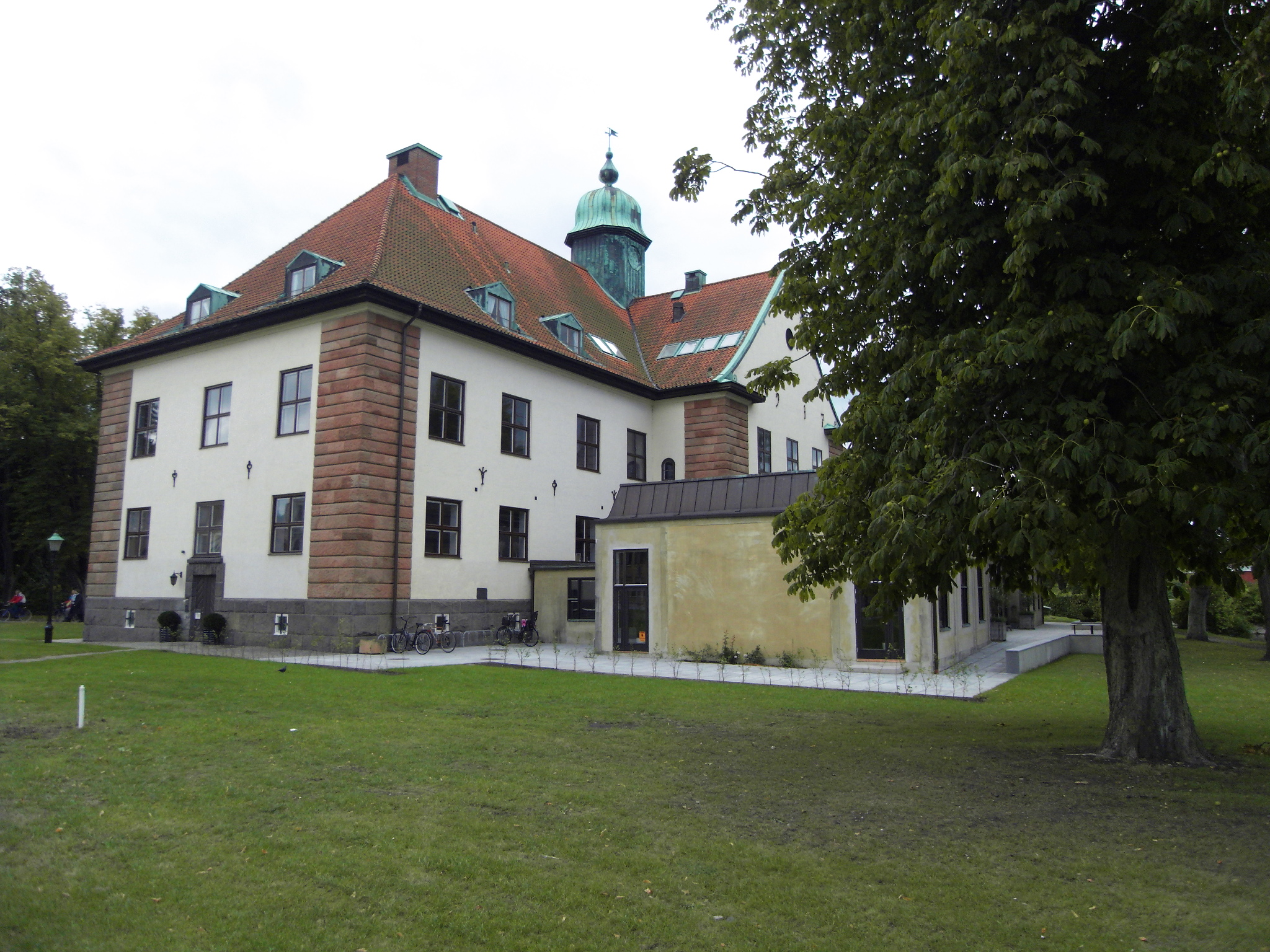
Byggnadens baksida, vänd mot kanalen.
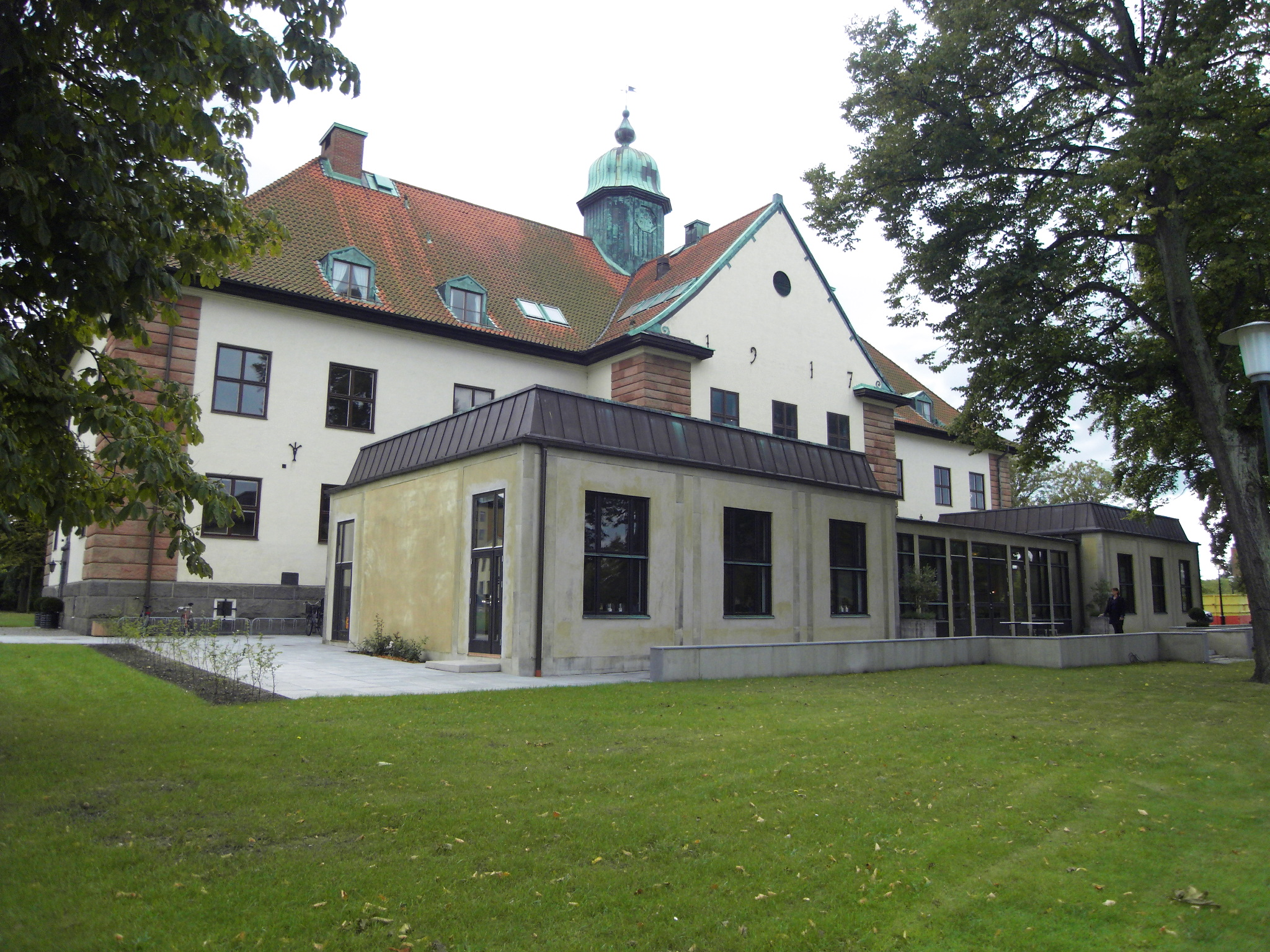
Byggnadens baksida, vänd mot kanalen, med dess tillbyggnad från 1956.